# مركب نشط بيولوجيا

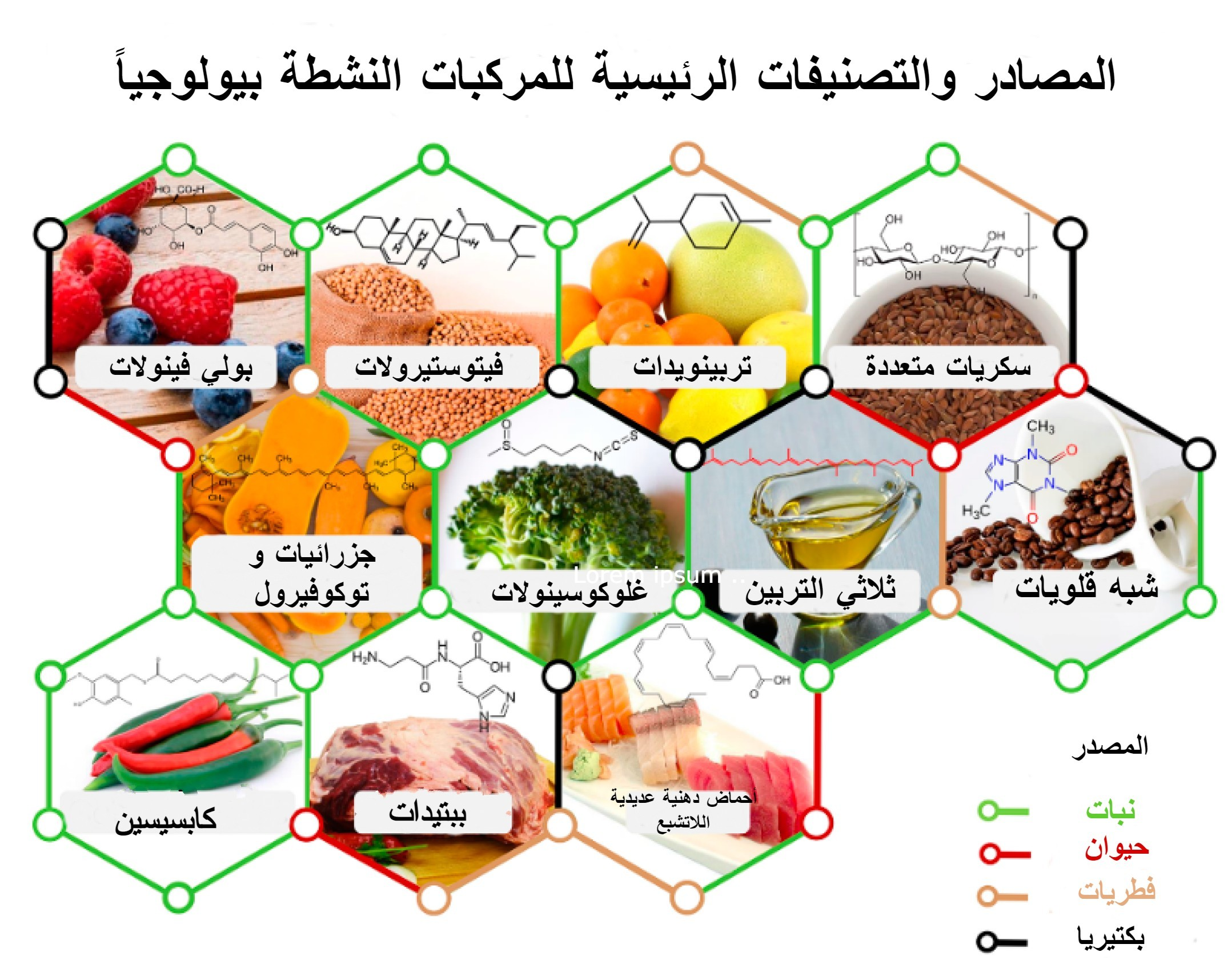

المركب النشط بيولوجياً هو مركب له تأثير على الكائن الحي أو النسيج أو الخلية، وعادة ما يُثبت من خلال الأبحاث الأساسية في المختبر أو في الجسم الحي في المختبر. في حين أن العناصر الغذائية ضرورية للحياة، لم يتم إثبات أن المركبات النشطة بيولوجيًا ضرورية ؛حيث يمكن للجسم أن يعمل بدونها، أو لأن العناصر الغذائية التي تؤدي وظيفتها تحجب أفعالها.
تفتقر المركبات النشطة بيولوجيًا إلى أدلة كافية على التأثير أو السلامة، وبالتالي فهي عادة ما تكون غير منظمة ويمكن بيعها كمكملات غذائية.

## المنشأ وأمثلة
تُشتق المركبات النشطة بيولوجيًا بشكل شائع من النباتات،[مصدر طبي غير موثوق به؟] المنتجات الحيوانية، أو يمكن إنتاجها صناعياً. من الأمثلة على المركبات النباتية النشطة بيولوجيًا: الكاروتينات، متعددات الفينول، الفيتوستيرولات. من الأمثلة في المنتجات الحيوانية الأحماض الدهنية الموجودة في الحليب والأسماك، ومن الأمثلة الأخرى :مركبات الفلافونيد، والكافيين، والكولين، والإنزيم المساعد Q، والكرياتين، وثنائي الثيولثيون، والسكريات المتعددة، والأستروجين النباتي، والغلوكوسينولات، والطلائع الحيوية.

## في النظام الغذائي
اقترح مكتب المكملات الغذائية التابع للمعاهد الوطنية للصحة تعريفًا للنشاطات الحيوية في سياق التغذية البشرية على أنها "مركبات مكونة في الأطعمة والمكملات الغذائية، بخلاف تلك اللازمة لتلبية الاحتياجات الغذائية الأساسية للإنسان، والمسؤولة عن التغيرات في الحالة الصحية"، على الرغم من استخدام مجموعة من التعريفات الأخرى. تقليدياً، ركزت التوصيات الغذائية، مثل القيم المرجعية الغذائية [مرجع الكميات الغذائية] المستخدمة في كندا والولايات المتحدة، على حالات النقص المسببة للأمراض، وبالتالي شددت على العناصر الغذائية الأساسية المحددة.
لم يتم تعريف المركبات النشطة بيولوجيًا بشكل كافٍ لتحديد مدى نشاطها الحيوي لدى البشر، مما يشير إلى أن دورها في الوقاية من الأمراض والحفاظ عليها لا يزال غير معروف.الألياف الغذائية، على سبيل المثال، هي عنصر غذائي غير أساسي بدون القيم المرجعية الغذائية، ومع ذلك يوصى به عادة للنظام الغذائي لتقليل مخاطر الإصابة بأمراض القلب والأوعية الدموية والسرطان. يجب أن تنشئ أطر تطوير القيم المرجعية الغذائية للمركبات النشطة بيولوجيًا ارتباطًا بالصحة والسلامة وعدم السمية.
اعتبارًا من عام 2021، لا توجد توصيات غذائية في أمريكا الشمالية أو أوروبا للنشاطات الحيوية، باستثناء الألياف. ومع ذلك، هناك مناقشات جارية حول ما إذا كان ينبغي تضمين المزيد من الأنشطة الحيوية في الإرشادات الغذائية المستقبلية.